# 包尔卡尼

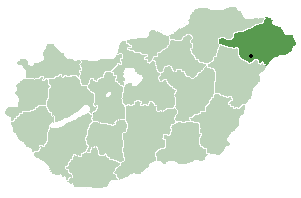

包尔卡尼（匈牙利語：Balkány）是匈牙利的城鎮，位於該國東北部，距離首府尼賴吉哈佐28公里，由索博尔奇-索特马尔-拜赖格州負責管轄，面積89.99平方公里，海拔高度143米，2011年人口6,298，其中約六成居民信奉天主教。

## 外部連結
- Official Website （页面存档备份，存于） in Hungarian
- Tourist info
- Aerial Pictures of Balkány （页面存档备份，存于）

47°46′N 21°52′E / 47.767°N 21.867°E